# Aubrey Dawkins
Aubrey Lafell Dawkins (Durham, Carolina del Norte, 8 de mayo de 1995) es un jugador de baloncesto estadounidense que pertenece a la plantilla del Würzburg Baskets de la Basketball Bundesliga. Con 1,98 metros de estatura, juega en las posiciones de escolta o alero. Es hijo del exjugador de la NBA y actual entrenador Johnny Dawkins.

## Trayectoria deportiva

### Universidad
Jugó dos temporadas con los Wolverines de la Universidad de Míchigan, en las que promedió 6,7 puntos y 2,3 rebotes por partido. El 6 de abril de 2016 fue transferido a los UCF Knights, donde su padre había sido nombrado entrenador dos semanas antes.
Tras el año de inactividad que impone la NCAA en este tipo de transferencias, sufrió una grave lesión que le obligó a perderse una temporada entera más. Finalmente pudo disputar la temporada 2018-19 con los Knights, en la que promedió 15,6 puntos, 5,0 rebotes, 1,4 asistencias y 1,0 robos de balón por partido. Fue incluido en el segundo mejor quinteto de la American Athletic Conference. Al término de la misma, anunció su intención de presentarse al Draft de la NBA, renunciando al año universitario que le faltaba.

#### Estadísticas
| Año     | Equipo   | PJ | PT | MPP  | %TC  | %3P  | %TL  | RPP | APP | ROB | TPP | PPP  |
| ------- | -------- | -- | -- | ---- | ---- | ---- | ---- | --- | --- | --- | --- | ---- |
| 2014–15 | Michigan | 30 | 13 | 20.7 | .478 | .438 | .870 | 2.1 | .4  | .3  | .2  | 7.0  |
| 2015–16 | Michigan | 36 | 9  | 15.8 | .500 | .440 | .724 | 2.5 | .5  | .4  | .1  | 6.5  |
| 2018–19 | UCF      | 33 | 33 | 33.4 | .463 | .403 | .835 | 5.0 | 1.4 | 1.0 | .3  | 15.6 |
| Total   | Total    | 99 | 55 | 23.1 | .475 | .422 | .819 | 3.2 | .8  | .6  | .2  | 9.7  |

### Profesional
Tras no ser elegido en el Draft de la NBA de 2019, el 26 de octubre fue incluido en el equipo de pretemporada de los Erie BayHawks de la G League, con quienes acabó firmando contrato.
El 31 de julio de 2020 firmó contrato con el BG Göttingen de la Basketball Bundesliga.
En la temporada 2021-22, firma por el Türk Telekom Basketbol Kulubü de la Türkiye 1. Basketbol Ligi.
El 28 de septiembre de 2022 firmó con los NBA G League Ignite de la G League. El 26 de enero de 2023 regresa a la liga turca, fichando por el Frutti Extra Bursaspor.
[actualizar]
El 8 de enero de 2025 firmó con el Würzburg Baskets de la Basketball Bundesliga.